# Castaway Bay
Castaway Bay est un resort comprenant principalement un parc aquatique couvert sur le thème tropical, appartenant à la Cedar Fair Entertainment Company et qui a ouvert le 5 novembre 2004 à seulement quelques minutes de trajet du célèbre parc d'attractions Cedar Point, à Sandusky dans l'Ohio.
Les chambres de l’hôtel de "Castaway Bay" comportent réfrigérateur, micro-onde et pour la plupart un balcon. Les installations du resort comportent une salle de jeux de 560 m2, un spa avec une grande variété de services de massages, pédicures, manucures, esthétiques et coiffure.

## Histoire
Castaway Bay ouvre initialement sous l'appellation Radisson Harbor Inn en 1989. Le consortium de Cedar Point rachète 99 % des parts de la Radisson Harbor Inn pour 2 300 000 $ en 1996. le 15 juillet 2003, est annoncé le projet de transformer l'hôtel en un parc aquatique couvert. La création de Castaway Bay fut officiellement annoncée le 23 novembre 2003.
L'ouverture officielle de Castaway Bay a eu lieu un an après, le 5 novembre 2004.